# 山川美由紀
山川 美由紀（やまかわ みゆき、1966年10月24日 - ）は、香川県出身のボートレーサー。
登録番号3232。身長154cm。血液型A型。57期。香川支部所属。キャッチフレーズはパワークイーン＝力の女王。趣味はゴルフと温泉の他に、世界自然遺産巡り。好きな飲み物はシャンパン、好きな食べ物はお寿司とうどん。
嫌いな食べ物は鰻。
休日にはウォーキングの他、キックボクシングもしている。
生涯通算獲得賞金 1,021,005,715円
（2020年9月10日現在）

## 来歴
高校は香川県立高松東高等学校で剣道部に所属していた。剣道三段。なお、高校は中途退学している。
- 1985年11月21日鳴門競艇場にてデビュー。結果は3着
- 1996年戸田競艇場・JAL女子王座決定戦競走で優勝、初の女王の座に輝く（当時はG2扱い）。
- 1999年鳴門競艇場・四国地区選手権競走優勝戦で、6コースから最内を差し、バックストレッチで艇を伸ばして2マークを先取りし、そのまま後続艇を突き放してGI初優勝を飾った[3]。1988年度より採用されたグレード制以降、女子選手として初のG1制覇となった[4]。
- 2001年多摩川競艇場・JAL女子王座決定戦競走で優勝し2度目のG1優勝。
- 2013年2月15日、ボートレース若松・一般戦・第10レースで通算2,000勝を達成、通算84人目で、女子レーサーでは初の記録となった[5]。
- 2017年3月5日、ボートレース宮島のG2レディースオールスターを優勝、同大会初代覇者となる。決まり手は逃げ。
- 2018年8月5日、ボートレース桐生で開催されたGIレディースチャンピオンで優勝し、同大会史上最多となるV4を達成した。決まり手は逃げ。
- 2019年12月10日（火）、ボートレース蒲郡の第6レースにおいて、5号艇5コースからまくり差しを決め通算2,500勝を達成。通算で28人目、女子選手としては史上初めての偉業となった。
- 2021年10月8日（金）、ボートレース宮島の第5レースにおいて、1号艇1コースから逃げを決め通算2,600勝を達成。通算で18人目、女子選手としては史上初めての偉業となった。
- 2021年10月14日現在、1着回数、優勝回数ともに女子レーサートップである。